# Dianthus nihatii
Dianthus nihatii là loài thực vật có hoa thuộc họ Cẩm chướng. Loài này được Güner mô tả khoa học đầu tiên năm 2000.